# Distrito de Forbach
El distrito de Forbach era una división administrativa francesa, que estaba situado en el departamento de Mosela, de la región de Lorena. Contaba con 66 cantones y 66 comunas.

## Supresión del distrito de Forbach
El gobierno francés decidió en su decreto ministerial n.º 2014-1721, de 29 de diciembre de 2014, suprimir los distritos de Boulay-Moselle, Château-Salins, Metz-Campiña y Thionville-Oeste, y sumarlos a los distritos de Forbach, Sarrebourg, Metz-Villa y Thionville-Este respectivamente, a fecha efectiva de 1 de enero de 2015, excepto el caso de los distritos de Château-Salins y Sarrebourg que lo fueron a fecha efectiva de 1 de enero de 2016.
Con la unión del distrito de Forbach y el distrito de Boulay-Moselle, se formó el nuevo distrito de Forbach-Boulay-Moselle.

## División territorial

### Cantones
Los cantones del distrito de Forbach son:
1. Behren-lès-Forbach
2. Forbach
3. Freyming-Merlebach
4. Grostenquin
5. Saint-Avold-1
6. Saint-Avold-2
7. Stiring-Wendel

### Comunas
| 1. Alsting (57013)                  | 2. Altrippe (57014)           | 3. Altviller (57015)                 | 4. Baronville (57051)          |
| 5. Barst (57052)                    | 6. Behren-lès-Forbach (57058) | 7. Betting (57073)                   | 8. Biding (57082)              |
| 9. Bistroff (57088)                 | 10. Bousbach (57101)          | 11. Boustroff (57105)                | 12. Brulange (57115)           |
| 13. Béning-lès-Saint-Avold (57061)  | 14. Bérig-Vintrange (57063)   | 15. Cappel (57122)                   | 16. Carling (57123)            |
| 17. Cocheren (57144)                | 18. Destry (57174)            | 19. Diebling (57176)                 | 20. Diesen (57765)             |
| 21. Diffembach-lès-Hellimer (57178) | 22. Eincheville (57189)       | 23. Erstroff (57198)                 | 24. Etzling (57202)            |
| 25. Farschviller (57208)            | 26. Farébersviller (57207)    | 27. Folkling (57222)                 | 28. Folschviller (57224)       |
| 29. Forbach (57227)                 | 30. Freybouse (57239)         | 31. Freyming-Merlebach (57240)       | 32. Frémestroff (57237)        |
| 33. Grostenquin (57262)             | 34. Gréning (57258)           | 35. Guenviller (57271)               | 36. Guessling-Hémering (57275) |
| 37. Harprich (57297)                | 38. Hellimer (57311)          | 39. Henriville (57316)               | 40. Hombourg-Haut (57332)      |
| 41. Hoste (57337)                   | 42. L'Hôpital (57336)         | 43. Kerbach (57360)                  | 44. Lachambre (57373)          |
| 45. Landroff (57379)                | 46. Laning (57384)            | 47. Lelling (57389)                  | 48. Leyviller (57398)          |
| 49. Lixing-lès-Saint-Avold (57409)  | 50. Macheren (57428)          | 51. Maxstadt (57453)                 | 52. Metzing (57466)            |
| 53. Morhange (57483)                | 54. Morsbach (57484)          | 55. Nousseviller-Saint-Nabor (57514) | 56. Oeting (57521)             |
| 57. Petit-Tenquin (57536)           | 58. Petite-Rosselle (57537)   | 59. Porcelette (57550)               | 60. Racrange (57560)           |
| 61. Rosbruck (57596)                | 62. Saint-Avold (57606)       | 63. Schœneck (57638)                 | 64. Seingbouse (57644)         |
| 65. Spicheren (57659)               | 66. Stiring-Wendel (57660)    | 67. Suisse (57662)                   | 68. Tenteling (57665)          |
| 69. Théding (57669)                 | 70. Vahl-Ebersing (57684)     | 71. Vallerange (57687)               | 72. Valmont (57690)            |
| 73. Viller (57717)                  |                               |                                      |                                |